# Марија Бергам
Марија Бергам (Котор, 5. април 1991) српска је глумица.

## Биографија
Рођена у Котору, Марија је пореклом из оближњег Столива. Своју прву телевизијску улогу остварила је у филму Клопка из 2007, где је као малолетна играла ћерку локалног тајкуна, Алису. Након завршене треће године средње школе, уписала је Факултет драмских уметности у Београду. Као студенткиња треће године глуме, награђена је из фонда Дара Чаленић за најбољу глумицу у представи Радници умиру певајући на Стеријином позорју 2012. године. У међувремену је радила и на филму Нигде, који је премијерно приказан након више од пет година, 26. августа 2017. године. Током 2013, појавила се у остварењима Где је Нађа? и Фалсификатор. Исте године је и дипломирала у класи професорке Биљане Машић. Са њом су студирали Ива Стефановић, Милан Марић, Милена Живановић, Немања Стаматовић, Соња Ковачевић, Иван Заблаћански, Ваја Дујовић, Матија Живковић и Марија Стокић. Играла је и у трећој сезони серије Будва на пјену од мора.
Након порођајне паузе, Марија је прошла кастинг за улогу у серији Сенке над Балканом, Драгана Бјелогрлића. Улогу није добила одмах, али јој је након два месеца додељен главни женски лик у том пројекту. Серија обилује еротским сценама, у којима се Маја Давидовић, иначе њен лик у серији, појављује потпуно обнажена. Њеног партнера, тужиоца Војина Ђукића, у првој сезони серије тумачио је Милош Тимотијевић. Сцене су изазвале подељена мишљења јавности, а сама глумица је признала дозу непријатности приликом снимања, али и нагласила да то сматра саставним делом своје професије. У априлу 2018. године, Марија је са екипом серије Војне академије отпочела снимање 4. сезоне, где се по први пут у својој каријери на сету појавила заједно са супругом.
Поред телевизијских улога, Марија је играла и у неколико позоришта. На Факултету драмских уметности у Београду почела је да ради као стручни сарадник на предмету глуме.
Из брака са Радивојем Буквићем има сина Данила.. Њена породица са очеве стране је католичке вере, а са мајчине стране православна. У другом браку је родила ћерку Олгу.

## Улоге

### Позоришне представе
| Наслов                       | Улога                             | Редитељ             | Позориште                                            | Премијера          |
| ---------------------------- | --------------------------------- | ------------------- | ---------------------------------------------------- | ------------------ |
| Зли дуси                     | Дарја Павловна Шатова-Даша        | Тања Мандић Ригонат | Народно позориште у Београду                         | 22. новембар 2011. |
| Радници умиру певајући       | Милица                            | Анђелка Николић     | Битеф театар                                         | 16. децембар 2011. |
| Путујуће позориште Шопаловић | Софија Суботић                    | Милош Јагодић       | Народно позориште Тимочке крајине „Зоран Радмиловић” | 10. децембар 2012. |
| Филомена Мартурано           | Дијана                            | Јагош Марковић      | Градско позориште Подгорица                          | 25. јун 2013.      |
| Госпођа Олга                 | Вука                              | Горчин Стојановић   | Народно позориште Сомбор                             | 23. новембар 2013. |
| Књига друга                  | Мира, почетница и ученица Рајнина | Анђелка Николић     | Народно позориште у Београду                         | 20. октобар 2014.  |
| Ко још једе хлеб уз супу     | Љубица                            | Тара Манић          | Установа културе „Вук Стефановић Караџић“            | 18. април 2016.    |
| Спровод у Терезијенбургу     | Олга Варонинг Глембај             | Анђелка Николић     | Битеф театар                                         | 31. октобар 2018.  |
| Две жене и један рат         | Јелена Лозанић                    | Алек Цонић          | Дом Јеврема Грујића                                  | 21. децембар 2019. |
| У чељусти медведа            | НКВД агент                        | Светлана Димчовић   | Битеф театар                                         | 23. мај 2021.      |
| Изгубљени пејзажи            |                                   | Дуња Јоцић          | Битеф театар                                         | 16. октобар 2021.  |

### Филмографија
| Год.       | Назив                                            | Улога                     |
| ---------- | ------------------------------------------------ | ------------------------- |
| 2000-е     |                                                  |                           |
| 2007.      | Клопка                                           | Алиса                     |
| 2008.      | Психологијално (кратки филм)                     | девојка                   |
| 2010-е     |                                                  |                           |
| 2012.      | Наследник (кратки филм)                          |                           |
| 2012.      | Идентитет (кратки филм)                          | Уна Хорнић                |
| 2012.      | Супермаркет бајка (кратки филм)                  |                           |
| 2013.      | Где је Нађа?                                     | Ана                       |
| 2013.      | До границе (кратки филм)                         | она                       |
| 2013.      | Да ли верујеш у љубав после љубави (кратки филм) |                           |
| 2013.      | Фалсификатор                                     | Љубинкова девојка         |
| 2013.      | Отворена врата (серија)                          | хостеса                   |
| 2013—2015. | Будва на пјену од мора (серија)                  | Сенка                     |
| 2017.      | Нигде                                            | Наташа                    |
| 2017—2019. | Сенке над Балканом (серија)                      | Маја Давидовић            |
| 2018.      | Војна академија (серија)                         | др Александра Мандић      |
| 2020-е     |                                                  |                           |
| 2020.      | Луд, збуњен, нормалан (серија)                   | Сабрина                   |
| 2020.      | 12 речи (серија)                                 | Даница Влаховић           |
| 2020.      | Пред нама (кратки филм)                          | Дуња                      |
| 2021.      | Време зла (серија)                               | Кнегиња Олга Карађорђевић |
| 2022.      | Here Be Dragons                                  | Мира Вучковић             |
| 2022.      | Теленовела (серија)                              | Светлана                  |

## Награде и признања
- Награда из фонда Дара Чаленић за најбољу младу глумицу у представи Радници умиру певајући на 57. Стеријином позорју, 2012. године.[37]